# Luigi Villa (giocatore di backgammon)
Luigi Villa (Milano, 1945) è uno sportivo italiano, giocatore di backgammon.

## Biografia
Nel 1979, è stato il vincitore del campionato del mondo che si è tenuto a Monte Carlo.
Nello stesso anno in cui ha vinto il campionato del mondo, è stato sconfitto in un match a 7 punti (quindi una sfida relativamente breve rispetto a quelle dei campionati professionistici) contro il software BKG 9.8, sviluppato dal programmatore e scacchista Hans Berliner. Nella storia dei giochi da tavolo Villa è stato il primo campione del mondo ad essere sconfitto da una macchina. Il premio in denaro messo in palio per questa sfida ammontava a 5000 dollari e il match fu seguito da un pubblico di duecento persone.
Nel 2006, Villa si classificò secondo ai campionati del mondo di Monte Carlo dopo una finale ai 25 punti durata 6 ore contro Philip Vischjager.